# Kyanotypie

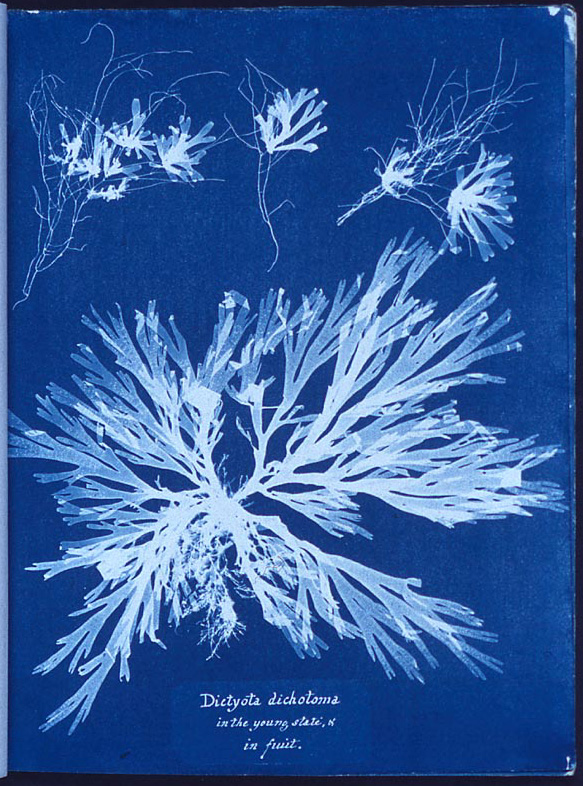
Kyanotypický fotogram z roku 1843 (zhotovila Anna Atkinsová)

Kyanotypie (nazývaná také modrotisk nebo železitý tisk) je historická fotografická technika, která využívá fotocitlivosti železitých solí. Poskytuje výrazně modré obrazy. Vynalezl ji sir John Herschel v roce 1842.

## Postup
Citlivá vrstva se vytváří krátce před expozicí ze směsi (1:1) 25% roztoku citranu železito-amonného zeleného a 10% roztoku kyanoželezitanu draselného (podle jiných zdrojů 20% a 8%). Směs, která je po smíšení fotocitlivá, se nanese na fotografickou desku nebo papír. Nanášet lze při obyčejné žárovce, zářivky nejsou vhodné pro obsah UV záření ve spektru.
Nanesená vrstva se nechá zaschnout (lze použít fén).
Poté následuje expozice. Ideální je UV záření (horské slunce, modrá UV žárovka). Vzor se položí na usušenou vrstvu a osvítí se dle potřeby (lze použít negativ, diapozitiv nebo neprůsvitný vzor). Během osvitu lze pozorovat změnu barvy u osvíceného a zastíněného prostoru. Podle intenzity zabarvení se osvit ukončí.
Vyvolání se provádí buď jen čistou vodou (která smyje nevyužité železné soli) asi 30 minut, nebo slabým (do 1%) roztokem kyseliny chlorovodíkové. Lze použít rovněž kyselinu octovou (ocet je její 8% roztok).
Silně exponovaná místa se mohou vybarvit až po delší době oxidací ještě ve vodě nebo později na vzduchu.